# بارك جين-يي
بارك جين-يي (هانغل: 박진이) هو لاعب كرة قدم كوري جنوبي في مركز الوسط، ولد في 5 أبريل 1983 في كوريا الجنوبية. لعب مع نادي جيونجنام ‏.